# アン・ヨンジュン
アン・ヨンジュン（安 勇俊、1987年11月22日 - ）は、韓国の俳優。

## 経歴
デビュー作は、『学校4』。初めて出演した時代劇作品『朱蒙』で、ユリ王子役を演じる。バッカスのCMに起用された。

## 出演作品

### テレビドラマ
- 四捨五入3 (2006年、KBS)
- 愛と野望(2006年、SBS)
- 秘密の校庭（2006年、EBS）キヨン役
- 朱蒙（2006年、MBC）ユリ王子役
- 90日、愛する時間  (2006年、MBC）
- 京城スキャンダル(2007年、KBS)
- 彼女がラブハンター(2007年、SBS）
- 食客(2008年、SBS)